# Tierra Morada
Tierra Morada är en ort i Mexiko.   Den ligger i kommunen Las Choapas och delstaten Veracruz, i den sydöstra delen av landet, 600 km öster om huvudstaden Mexico City. Tierra Morada ligger 15 meter över havet och antalet invånare är 152.
Terrängen runt Tierra Morada är platt norrut, men söderut är den kuperad. Runt Tierra Morada är det ganska glesbefolkat, med 29 invånare per kvadratkilometer. Närmaste större samhälle är Alto Uxpanapa, 7,4 km öster om Tierra Morada. Omgivningarna runt Tierra Morada är en mosaik av jordbruksmark och naturlig växtlighet.